# Dr. Schumacher
Die Dr. Schumacher GmbH ist ein deutsches Familienunternehmen, das in der Entwicklung und Produktion von Desinfektions-, Hygiene- und Reinigungsmitteln sowie Pflege- und Kosmetikprodukten aktiv ist. Seit 1978 hat das Familienunternehmen seinen Sitz in Nordhessen und seit 1983 in Malsfeld-Beiseförth. Dort und im Werk in Lubań (Polen) produziert die Dr. Schumacher GmbH sowohl unter eigener Marke als auch im Auftrag verschiedener Markenartikler, Handelsketten und Industrieunternehmen als Private-Label-/OEM-Hersteller.

## Firmengeschichte und Entwicklung
Unternehmensgründer ist der gebürtig aus Kiel stammende, promovierte Chemiker Henning Schumacher (1938–2005), der in den 1970er-Jahren bei B. Braun im nordhessischen Melsungen arbeitete. Am 13. Februar 1978 machte er sich mit der Gründung der Firma Dr. Schumacher GmbH selbstständig, deren Räumlichkeiten zunächst in der Garage und im Keller seines Wohnhauses in Melsungen lagen. Als diese zu klein wurden, zog er mit seinem Unternehmen nach Malsfeld-Beiseförth um.
Seit 1984 wird auch unter der eigenen Marke „Dr. Schumacher“ produziert. Im weiteren Verlauf der 1980er-Jahre brachte das Unternehmen das erste aldehyd- und phenolfreie Desinfektionsmittel für Instrumente auf den Markt. In den 1990er-Jahren baute das Unternehmen seine Marke Dr. Schumacher für die Bereiche Medizin-Fachhandel, Krankenhaus und Altenpflege sowohl national als auch international aus.
Ende der 1990er-Jahre übergab Henning Schumacher das Unternehmen an seine beiden Söhne Dierk und Jens, die studierte Chemiker bzw. Pharmazeuten sind. In der ersten Dekade des 21. Jahrhunderts stieg die Mitarbeiterzahl von 50 auf 650 Personen an, was mit einem internationalen Expansionskurs einherging. 2012 kam es zu einem Großbrand in dem Werk im polnischen Lubań, nach längeren Baumaßnahmen konnte die Fabrik aber 2016 wieder eröffnet werden und wird Stand 2024 weiter ausgebaut.
Mit dem Ausbruch der COVID-19-Pandemie im Jahr 2020 verdoppelte das Unternehmen binnen weniger Wochen seine Produktion, um den hohen Bedarf an Desinfektionsmitteln zu decken. In den 2020er-Jahren hat sich der Umsatz auf einem konstanten Niveau von rund 200 Mio. Euro eingependelt, mit einem kurzen Ausschlag nach oben auf 253 Millionen Euro aufgrund der COVID-19-Pandemie im Geschäftsjahr 2020.

## Unternehmensstruktur
Das Unternehmen mit Sitz im nordhessischen Beiseförth in der Gemeinde Malsfeld beschäftigte im Jahr 2021 im Schnitt 1477 Mitarbeiter (ohne Auszubildende und Praktikanten).
Am Hauptsitz in Malsfeld werden etwa 400 Personen beschäftigt, wobei dort vorwiegend flüssige Desinfektionsmittel produziert werden. Die größte Produktionsstätte des Unternehmens mit rund 1000 Mitarbeitern liegt in Lubań, Polen. In dieser werden vorwiegend Trocken- und Feuchttücher hergestellt. Weiterhin bestehen an den Standorten in Indien und der Türkei eigene Produktionslinien, durch die schneller Aufträge in diesen und deren angrenzenden Ländern bearbeitet werden können. Weitere Vertriebsstandorte befinden sich in Österreich, der Schweiz, Portugal und Jordanien. Insgesamt werden die Produkte des Unternehmens in rund 70 Länder vertrieben.
Die Dr. Schumacher GmbH führt Dierk Schumacher, seit April 2022 ist zudem Dirk Hamenstädt als zweiter Geschäftsführer im Unternehmen. Die Firma ist seit ihrer Gründung im Besitz der Familie Schumacher.

## Produkte
Das Unternehmen ist tätig in der Entwicklung und Herstellung von Flüssigkeiten und Tuchprodukten zur Desinfektion, Reinigung und Pflege. Bei Feuchttüchern (sogenannte wipes) wurde das Unternehmen 2010 mit rund 100 Millionen hergestellten Feuchttücher-Packungen als europäischer Marktführer beschrieben. Im Jahr 2018 produzierte die Dr. Schumacher GmbH mehr als 11.300 Tonnen Desinfektionsmittel für Haut, Hände und Flächen sowie rund 500 Millionen Packungen feuchte Tücher aller Art. Zu den Produkten zählt beispielsweise das Desinfektionsmittel Ultrasol Oxy.
Neben der eigenen Marke Dr. Schumacher sind die weiteren Geschäftsfelder des Unternehmens die Herstellung von Private-Label-Produkten und von OEM-Produkten. Dabei werden Konsumgüter für Markenhersteller, Drogeriemarktketten, Discounter und Einzelhandelsketten hergestellt. Weiterhin bietet Dr. Schumacher Beratungen und Dienstleistungen für andere Unternehmen im Gesundheitswesen und im Bereich Desinfektion und Hygiene an.

## Sponsoring
Dr. Schumacher unterstützt den lokalen Fußballverein SG Malsfeld/Beiseförth. Überdies fördert Dr. Schumacher verschiedene soziale Projekte in der Region Nordhessen, beispielsweise die „Aktion Advent“. Am polnischen Standort in Lubań unterstützt Dr. Schumacher die dortige Feuerwehr. Anfang 2025 wurden 30 Paletten Reinigungs- und Desinfektionsmittel im Zusammenhang mit dem Ukrainekrieg in die Ukraine gespendet.

## Auszeichnungen
- 2024: Deutscher Verpackungspreis für den Einsatz von Rezyklaten bei Feuchttuchverpackungen[21]

- 2025: Verdienstmedaille der Stadt Lubań, als einer der größten Arbeitgeber der Region[22]